# セゾン美術館
セゾン美術館（セゾンびじゅつかん）は、かつて東京都豊島区南池袋の西武百貨店池袋店（後の西武池袋本店）内に所在した美術館。旧称は西武美術館。1975年（昭和50年）開館、1999年（平成11年）閉館。
美術館開館と同時に、併設して美術書専門書店「アール・ヴィヴァン（ART VIVANT）」が開店。前衛美術専門書など書籍のほか、現代音楽のレコードなども取り扱い、当時の日本では入手困難だった音源を紹介した。美術館の閉館に先立ち1995年に閉店した。
1979年には姉妹館として西武百貨店船橋店内に「船橋西武美術館」が開館し、1996年に閉館した。

## 概要
1975年に西武百貨店池袋店の第9期増築が完了し、最上階に堤清二による「時代精神の根拠地」の宣言に基づき「西武美術館」として開館。1989年10月に「SMA館」への移転に伴い「セゾン美術館」に改称された。改称の前後で美術館のコンセプトに大きな変更はなされていない。なお、本来「セゾン」のラテン文字表記は「Saison」だが、本館は「Sezon」となっている（セゾン現代美術館の英語表記も同様の表記）。
美術館として独立した建物になっておらず、本店の建物（現在の別館）の中に入っており、2階分の構造となっていた。百貨店系にしては高めの天井で、レイアウト的にも極めて自由の利く構造を持っていた。また壁の移動のみならず、入り口を1階と2階のいずれにすることもできた上に、1階と2階を完全に仕切って別々の企画を行うこともできるなど、用途に応じ使い分けていた。
企画の対象は他の百貨店系の美術館（美術スペース）とは異なり、20世紀の内外の美術（建築、写真、デザイン等を含み、主として前衛美術）に特化しており、国立の近代美術館レベルの企画も数多く行った。展示スペースも20世紀美術（特に第二次世界大戦後の美術）を意識するなど、世界の現代美術を日本に紹介した。
各展覧会のポスター、展覧会カタログ、チラシ、チケット等のデザインについても力を入れており、当初は田中一光、のちには松永真を採用して、他の美術館に先駆けてトータルなイメージ作りを行った点にも大きな特徴がある。百貨店の宣伝的機能をはるかに超え、利益を度外視したいわゆる「メセナ」活動というべき展開を示した。これは堤清二の意向を強く反映しているといわれる。
しかしバブル崩壊後の経済状況により百貨店の事業整理が始まり、1992年には西友の管轄となり、同年、西武百貨店会長に就任し改革を断行した和田繁明の決断により、1999年に閉館となった。跡地は北欧家具・雑貨ショップ「イルムス」を経て無印良品へと変遷している。
閉館した1999年から数年間、セゾン美術館の学芸員が東京・青山にセゾンアートプログラムという企画団体を組み、展覧会の企画運営などを行った。

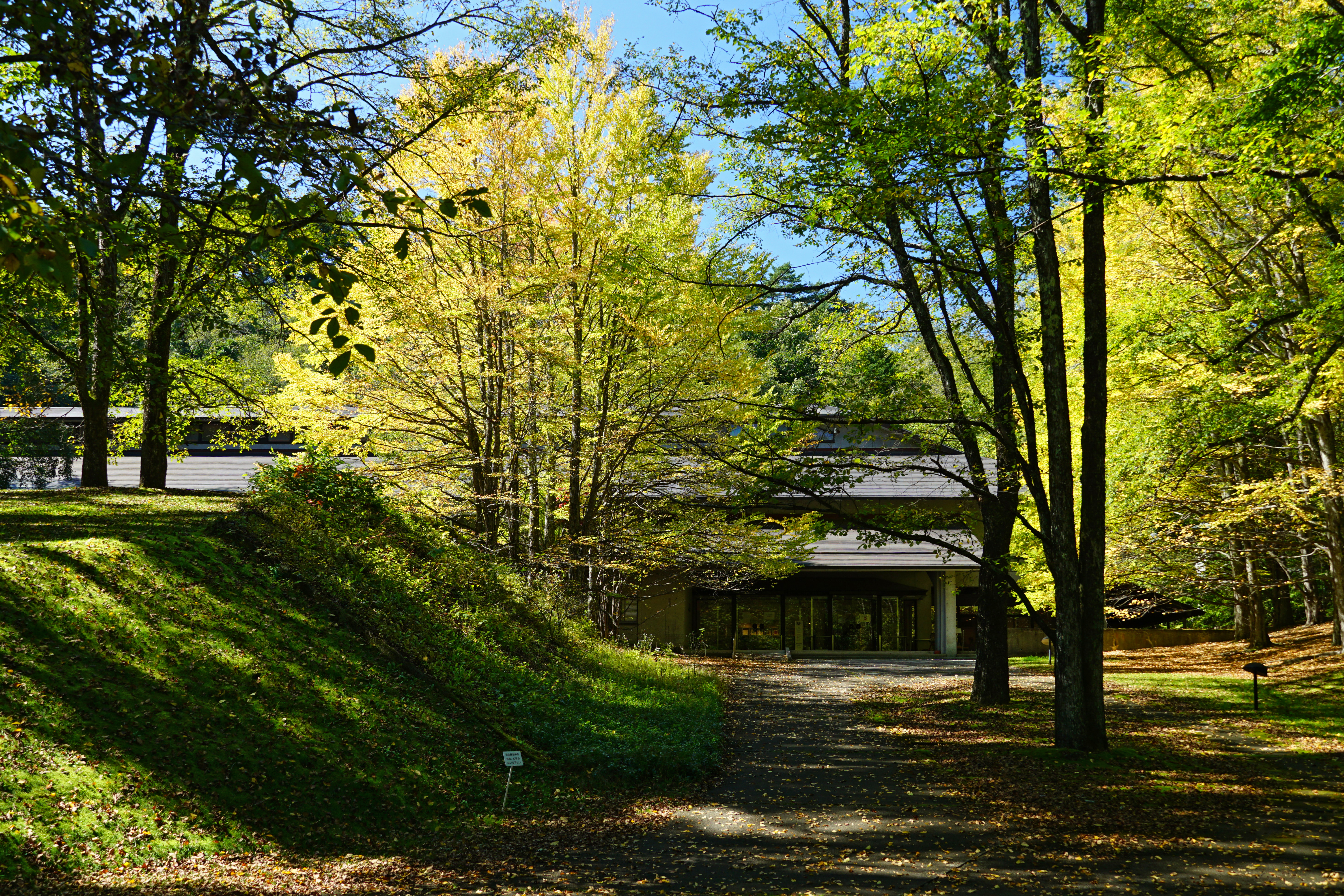
セゾン現代美術館

セゾングループが蒐集し、西武美術館・セゾン美術館が開催した展覧会で展示された美術作品は、軽井沢のセゾン現代美術館に収蔵・展示されている。

## 開催された主な展覧会
全開催展については、国立新美術館の記録を参照。
- 月岡芳年の全貌展（1977年）
- 芸術と革命展（1982年）
- オランダ絵画の100年展（1985年）
- シカゴ美術館印象派展（1985年）
- 芸術と革命II展（1987年）
- バウハウス1919-1933展（1995年）
- デ・ステイル展（1997年）